# 巴索达
巴索达（Basoda），是印度中央邦Vidisha县的一个城镇。总人口62358（2001年）。

## 人口
该地2001年总人口62358人，其中男性33035人，女性29323人；0—6岁人口9583人，其中男4997人，女4586人；识字率68.96%，其中男性为76.33%，女性为60.65%。